# Nisargadatta Maharaj
Sri Nisargadatta Maharaj, al secolo Maruti Kampli (Mumbai, 17 aprile 1897 – Mumbai, 8 settembre 1981), è stato un maestro spirituale indiano.

## Biografia
Nisargadatta nacque Maruti Kampli a Mumbai il 17 aprile 1897 da Shivramant Kampli e Parvati Bai. Suo padre, Shivramant, lavorava come domestico a Mumbai e in seguito divenne un contadino in un villaggio chiamato Kandalgaon.
Maruti Kampli trascorse la sua infanzia a Kandalgaon non lontano da Mumbai con i suoi due fratelli, quattro sorelle e genitori profondamente religiosi. Nel 1915 - dopo la morte del padre, per sostenere la sua famiglia - seguì il fratello maggiore e si trasferì a Mumbai.
Inizialmente lavorò come giovane impiegato in un ufficio, ma presto aprì un piccolo negozio vendendo principalmente bidi (sigarette arrotolate in foglie) e successivamente ebbe otto negozi al dettaglio. 
Nel 1924 sposò Sumatibai ed ebbero tre figlie e un figlio.
Nel 1933, il suo amico Yashwantrao Baagkar lo presentò al suo guru, Siddharameshwar Maharaj, maestro dell'Inchageri Sampradaya, un ramo della Navnath Sampradaya, discendenza diretta dell'Adi-Guru Dattatreya. Questa fu la svolta decisiva della sua vita. 
Seguì fedelmente il suo maestro (o guru, letteralmente "colui che dissipa il buio") Sri Siddharameshwar Maharaj sino al suo Mahasamadhi (morte di un saggio realizzato) nel 1936. Il suo guru gli disse: “Non sei quello che credi di essere”. Siddharameshwar lo iniziò alla non-dualità dell'advaita vedanta attraverso la scuola Inchageri Sampradaya, dandogli istruzioni sulla meditazione, l'autoindagine (Chi sono io?) e il mantra Aham Brahmasmi (“Io sono Brahman”, l'Assoluto) che Maruti iniziò immediatamente a recitare. 
Dopo il Mahasamadhi di Sri Siddharameshwar Maharaj nel 1936 Maruti raggiunse moksha (liberazione). Dopo un periodo passato sull'Himalaya ritornò presso la sua famiglia a Mumbai. Trovò che i suoi otto negozi erano scomparsi eccetto uno ma non ne fu affatto scosso e decise che un negozio era sufficiente per i suoi bisogni materiali. 
Tra il 1942 e il 1948 subì due perdite personali. La prima fu la morte della moglie Sumatibai, seguita dalla morte della figlia. 
Cominciò a dare iniziazioni nel 1951, dopo una rivelazione personale del suo guru, Siddharameshwar Maharaj. Migliaia di discepoli provenienti da diverse parti del mondo hanno avuto la grazia di ricevere l'iniziazione (Nama Mantra), mentre continuava a fornire la più alta conoscenza spirituale a ogni serio ricercatore. 
Continuò a fare il tabaccaio vendendo bidi - sigarette di foglie arrotolate - dispensando i suoi insegnamenti presso la sua casa. 
Maurice Frydman - un ingegnere polacco - dopo essere stato per diverso tempo discepolo di Ramana Maharshi nel suo ashram, aver seguito Jiddu Krishnamurti nei suoi spostamenti e collaborato con Gandhi, arrivò a Khetwadi Lane, nella casa di Nisargadatta, nel 1965. Rimase quanto più gli era possibile con Maharaj; imparò l’hindi ed il marathi e dopo aver trascritto i dialoghi a cui assisteva, scrisse il best-seller mondiale “I am that” (Io sono Quello). 
Nisargadatta Maharaj lasciò la sua forma fisica a causa di un cancro alla gola nel 1981.

## L'insegnamento
Sri Nisargadatta Maharaj è considerato uno dei più rappresentativi esponenti della metafisica non dualistica dell'Advaita Vedanta rispettato e venerato anche in Occidente. Tenne discorsi in forma di domande e risposte nel suo umile appartamento in Khetwadi Lane, a Mumbai, dove creò un soppalco in una stanza per ricevere discepoli e visitatori. Questa stanza veniva utilizzata anche per i bhajan (canti devozionali), sessioni di meditazione e discorsi. 
Secondo Timothy Conway, l'unico soggetto di Nisargadatta era la nostra reale identità come Consapevolezza Assoluta senza nascita-senza morte, infinita-eterna è Parabrahman (l'Assoluto), e la coscienza universale emanata spontaneamente da esso tramite l'Om (Aum) è la Sua virtuale molteplicità. 
Per Maharaj - e tutta la metafisica - il nostro “problema” (immaginato) è l'identificazione con il corpo-mente. Presumiamo di essere delle individualità ma - originariamente e fondamentalmente - non siamo un individuo, siamo intrinsecamente sempre e solo l'Assoluto.
Sri Nisargadatta Maharaj spiega:
- "La forza vitale (prana) e la mente operano di propria iniziativa, ma la mente tenterà di farti credere che sei “tu”. Quindi comprendi sempre che tu sei il testimone senza tempo e senza spazio. E anche se la mente ti dice che sei tu ad agire, non crederle. L'apparato corpo-mente è giunto sulla tua essenza originaria, ma tu non sei quell'apparato".

- "Prima di ogni inizio e dopo ogni fine “Io Sono”. Ogni cosa ha il suo essere in me, nell'“Io Sono” che brilla in ogni essere vivente. Il mio luogo (stato ndr) è l'Assoluto. Nel puro essere sorge la coscienza, nella coscienza appare e scompare il mondo: tutto è in me. Io non nego il mondo: lo vedo soltanto apparire nella coscienza che è la totalità del conosciuto nell'immensità dell'ignoto".

- "La coscienza è universale, non c'è individualità. Ma quando la coscienza vibra in una particolare forma - che sorge spontaneamente - quella forma presume di essere un individuo e ciò che è illimitato si limita ad una particolare forma".

- "Non hai bisogno di esperienza ma di libertà da tutte le esperienze".

- "Coscienza vuol dire tutto l'universo. Non esiste altro Dio che la vostra coscienza; la luce di un milione di soli si fonde e svanisce nella vostra luce".

- "Molte persone hanno un forte attaccamento alla loro individualità. In primo luogo e sopra ogni cosa vogliono conservare la propria individualità e poi si dedicano alla ricerca ma non sono pronti a perdere l'individualità. Vogliono conservare la propria identità e trovare la verità. Invece - in questo processo - dovete sbarazzarvi dell'identità. Scoprendo veramente ciò che siete, vedrete che non siete un individuo non siete una persona, non siete un corpo".

## Opere tradotte in italiano
- Io sono quello, trad. di Grazia Marchiano, Milano, Rizzoli, 1981
- Alla sorgente dell'essere : dialoghi a Mumbai, 1978-1980,  trad. di Giovanni Turchi, Milano, Aequilibrium, 1985
- Aforismi, trad. di Grazia Marchianò, Roma, Stile regina, 1989
- Prima della coscienza: ultime conversazioni con sri Nisargadatta Maharaj, a cura di Jean Dunn, trad. di Sergio Peterlini, Vicenza, Il punto d'incontro, 1991 (Nuova edizione ristampata nel 2016 sempre dallo stesso editore).
- Essere è amore, trad. di Giovanni Turchi, Milano, Aequilibrium, 1992
- Semi di consapevolezza : la saggezza di Nisargadatta Mahārāj, a cura di Jean Dunn, trad. di Sergio Peterlini, Vicenza, Il punto d'incontro, 1991 (Nuova edizione ristampata nel 2017 sempre dallo stesso editore)
- Nessuno nasce nessuno muore,  a cura di Ramesh S. Balsekar, trad. di Sergio Peterlini, Vicenza, Il punto d'incontro, 1992
- Io sono quello : conversazioni col maestro, trad. di Sergio Trippodo, Roma, Ubaldini, 2001
- L'esperienza del nulla: discorsi sulla realizzazione dell'infinito, a cura di Robert Powell, trad. di Giampaolo Fiorentini, Roma, Ubaldini, 2006
- Il nettare dell'immortalità : ultimi insegnamenti, a cura di Robert Powell, trad. di A. Anastasio, Roma, Ubaldini, 2006
- La medicina suprema, a cura di Robert Powell, trad. di Giampaolo Fiorentini, Roma, Ubaldini, 2007
- Oltre la libertà, trad. di Marco Passavanti, Roma, Ubaldini, 2012
- Il nulla è tutto : discorsi inediti, a cura di Mohan Gaitonde, trad. di Kabir Gana, Roma, Ubaldini, 2016
- Non dualismo, trad. di Giovanni Turchi, Milano, Il saggiatore, 2017 (contiene Alla sorgente dell’Essere e Essere è amore)
- L'amore di sé. Insegnamenti sulla realtà, a cura di Mohan Gaitonde, trad. di Maurizio Mingotti, Roma, Ubaldini, 2018
- Meditare con Nisargadatta Maharaj a cura di Jayashri Gaitonde, Roma, Ubaldini 2021
- Essere è amore, trad. di Giovanni Turchi, Milano, Il Saggiatore, 2023